# Sidell
Sidell ist eine Siedlung in Sidell Township, Vermilion County, Illinois, USA. Es ist Teil des Metropolitan Statistical Area von Danville, Illinois. Das U.S. Census Bureau hat bei der Volkszählung 2020 eine Einwohnerzahl von 489 ermittelt.

## Geschichte
Sowohl die Stadt als auch die Gemeinde Sidell wurden nach John Sidell benannt, der 1861 aus Ohio in die Gegend kam und 12 Quadratkilometer Land am Ufer des Little Vermilion River kaufte. Im Jahr 1888 hatte die Stadt neben der Landwirtschaft drei Hauptindustrien: Fliesen, Ziegel und Eis.

## Geographie
Laut der Volkszählung von 2010 hat Sidell eine Gesamtfläche von 2,41 km² (0,93 Quadratmeilen), alles Land.